# تفغلال (بلفاع)
تفغلال هي إحدى مشيخات المملكة المغربية، تتبع جغرافيا لإقليم شتوكة آيت باها وإداريًا لبلفاع. يقدر عدد سكانها بـ 7516 نسمة حسب الإحصاء الرسمي للسكان والسكنى لسنة 2004.